# Darnay Holmes
Darnay Darius Robert Holmes (Pasadena, California, 23 de junio de 1998) más conocido como Darnay Holmes, es un jugador profesional estadounidense de fútbol americano que se desempeña en la posición de cornerback en New York Giants, equipo de la National Football League (NFL).

## Carrera
Fue seleccionado en la cuarta ronda en la Reunión Anual de Selección de Jugadores de la NFL de 2020. Hizo su debut profesional con el equipo New York Giants, donde lleva jugando cuatro temporadas.